# Cmentarz wojenny nr 216 – Sierakowice
Cmentarz wojenny nr 216 – Sierakowice – austriacki cmentarz wojenny z okresu  I wojny światowej wybudowany przez Oddział Grobów Wojennych C. i K. Komendantury Wojskowej w Krakowie na terenie jego okręgu VIII Brzesko.
Nekropolia znajduje się w północno-wschodniej części Łukanowic, około 500 metrów na wschód od Sierakowic, przysiółka Mikołajowic, kiedyś samodzielnej wsi. Cmentarz przylega bezpośrednio do wału przeciwpowodziowego na Dunajcu, na północ od drogi Tarnów – Kraków, tuż za mostem po prawej stronie.
Zaprojektowany przez Roberta Motkę. Spoczywa tam 7 żołnierzy austro-węgierskich znanych z nazwiska.

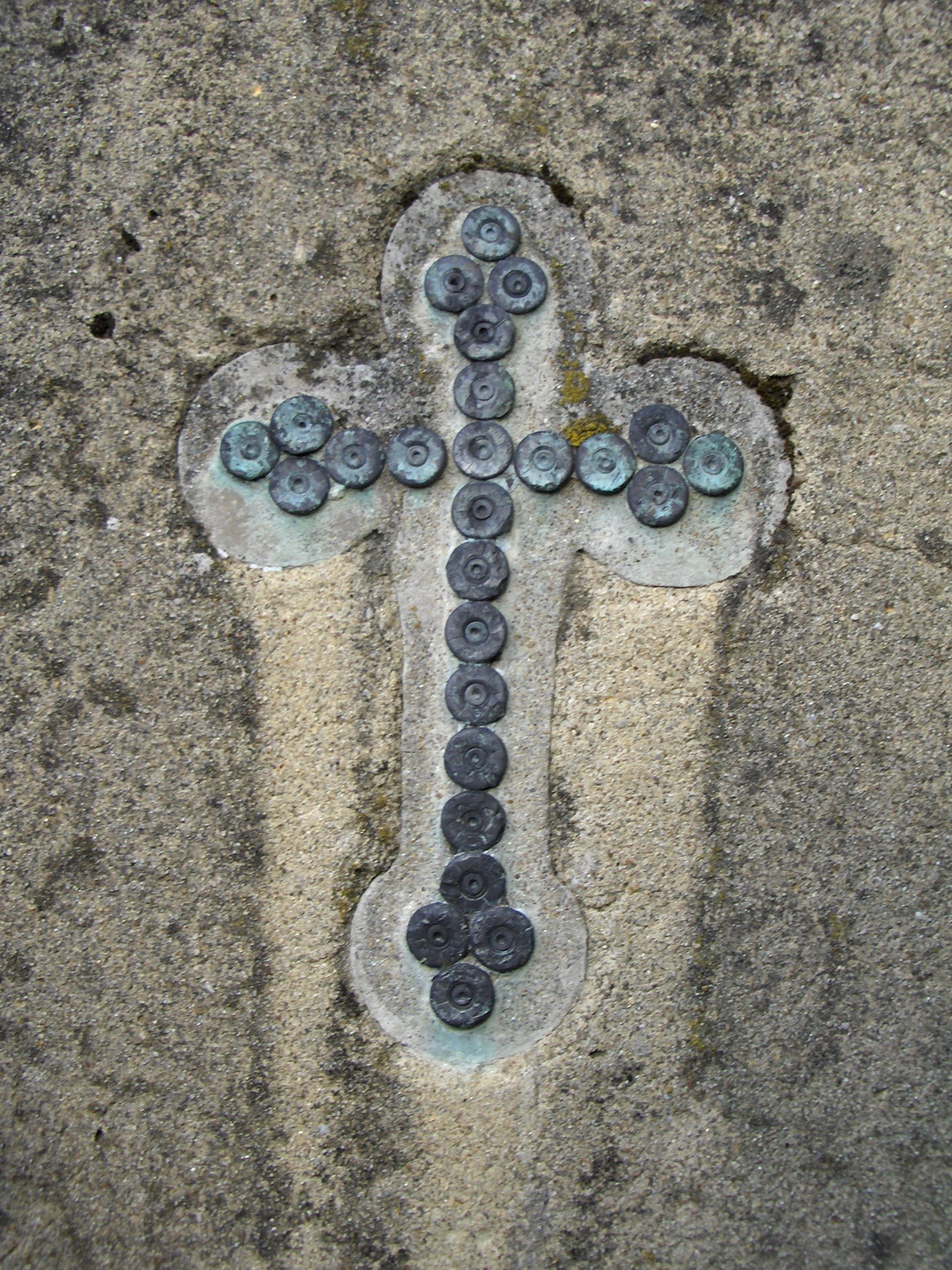
Krzyż z łusek

Na cmentarzu znajduje się niewielki pomnik ze słabo już czytelną inskrypcją  oraz krzyżem wykonanym z odwróconych łusek karabinowych wtopionych w beton. Napis na pomniku brzmi : "FÜR GOTT, KAISER UND VATERLAND" (Dla Boga, Cesarza i Ojczyzny). Cmentarz wykonany przez 28 batalion landszturmu.